# Ulla Luther
Ulla Luther (* 1944 in Celle) ist eine deutsche Architektin und Stadtplanerin. Sie war Bremer Staatsrätin und Geschäftsführerin der Berliner Landesentwicklungsgesellschaft (BLEG).

## Biografie
Luther stammt mütterlicher- wie väterlicherseits aus Familien mit Architekten. Ihr Urgroßonkel entwarf den alten Lehrter Bahnhof in Berlin. Sie studierte Architektur und Stadtplanung an der Technischen Universität Hannover und absolvierte ein Referendariat als Stadtplanerin. Auf Jamaika arbeitete sie als Entwicklungshelferin.
Nach dem Studium war sie als Planerin in unterschiedlichen Positionen in den Stadt- bzw. Senatsverwaltungen von Hannover, Hamburg, Lübeck und als Senatsrätin in Berlin tätig. Von 1997 bis 1999 war sie in Bremen Staatsrätin beim Senator für Bau, Verkehr und Stadtentwicklung Bernt Schulte (CDU) als Nachfolgerin von Joachim Baltes. Ihr folgte Fritz Logemann in dem Amt. Sie wurde dann Geschäftsführerin der Berliner Landesentwicklungsgesellschaft (BLEG). Sie nahm zudem eine Gastprofessur im Lehrgebiet Stadtmanagement an der Brandenburgischen Technischen Universität Cottbus wahr. 2006 arbeitete sie als Partnerin im Büro für  Landschaftsarchitektur H. O. Dieter Schoppe + Partner freiraumplanung in Hamburg, später als freiberuflich tätige Planerin, Gutachterin, Moderatorin und Preisrichterin im Bereich von Städtebau, Architektur und Landschaftsplanung.

## Mitgliedschaften
- Deutsche Akademie für Städtebau und Landesplanung (DASL)
- Beirat der Bundesstiftung Baukultur, Förderverein Baukultur
- Gestaltungsrat der Stadt Potsdam (als Vorsitzende)[2]
- Advisory Board am Institut für Europäische Urbanistik, Bauhaus-Universität Weimar
- Wissenschaftlicher Beirat der BauBeCon (Sanierungsträger)

## Schriften
- mit Peter Tiedt (Hrsg.): Ein Plan für Buch. Chancen für die Wissenschafts- und Gesundheitsstadt Berlin Buch. Wasmuth-Verlag, Tübingen 2002, ISBN 3-8030-0627-9.